# الموارد الطبيعية في تونس
الموارد الطبيعية في تونس (بالفرنسية: Les ressources naturelles en Tunisie) تعتبر متواضعة مقارنة بجاراتها الجزائر وليبيا. هذه القلة في الموارد الطبيعية، تجبر الدولة على استيراد كميات من النفط، الذي يساهم في ارتفاع وقود السيارات: سعر اللتر اجتاز في جانفي 2022 حاجز الدينار ليصبح 2.155 دينار تونسي. القطاع الصناعي هو أكبر مستهلك للطاقة، ب36% من مجموع الإستهلاك، يتبعه قطاع النقل ب30% من المجموع. تونس تفضل إذا الغاز الطبيعي كبديل عن النفط في بعض القطاعات. في 20 مايو 2002، أول حافلة تعمل بالغاز الطبيعي بدأت بالسير في شوارع تونس العاصمة. تم تنفيذ برنامج للتحكم في الطاقة: يفضل التخفيض فاستعمال الطاقة في عدة شركات وإدارات من 12 إلى 6% مقارنة ب2005، وحملات مجانية لتشخيص المحركات بالتعاون مع وزارة الصناعة ووزارة النقل.

## فسفاط
في 1957، الباحثين أرميجار وفريد (Armiger & Fried) قارنوا بين عشرة مصادر للفوسفات الصخري، وأعمالهم أثبتت أن أفضل فوسفات صخري في العالم هو فوسفات تونس (فوسفات قفصة والكاف) يليه فوسفات كارولاينا الجنوبية. يتم استخراج الفوسفات من قبل شركة فسفاط قفصة في كثير من الحقول في جنوب تونس وخاصة في ولاية قفصة و سيتم بدء عمل في سراورتان من ولاية الكاف قريبا. 15% من الفوسفات المستخرج يباع للدولة، و 85% يتم تحويله من قبل المجمع الكيميائي التونسي. تحويله يتم في معامل توجد على عين المكان في مدينة المظيلة، وأيضا في مدن صفاقس وقابس والصخيرة. لذلك يتم تصدير الإنتاج عبر ميناء صفاقس. في 1999، كانت تونس تقع في المرتبة الخامسة عالميا حسب إنتاج الفوسفات ب5.5% من الإنتاج العالمي. على النطاق الأفريقي، تملك تونس إلى جانب المغرب وجنوب أفريقيا والجزائر والسنغال حوالي 98% من الاحتياطي. في ال12 سنة الأخيرة، ارتفع إنتاج الفوسفات ب2 مليون طن (الصين ضاعفت إنتاجها تقريبا في نفس الفترة). لكن، يتوقع أن ينخفض الإنتاج في المستقبل.

## النفط

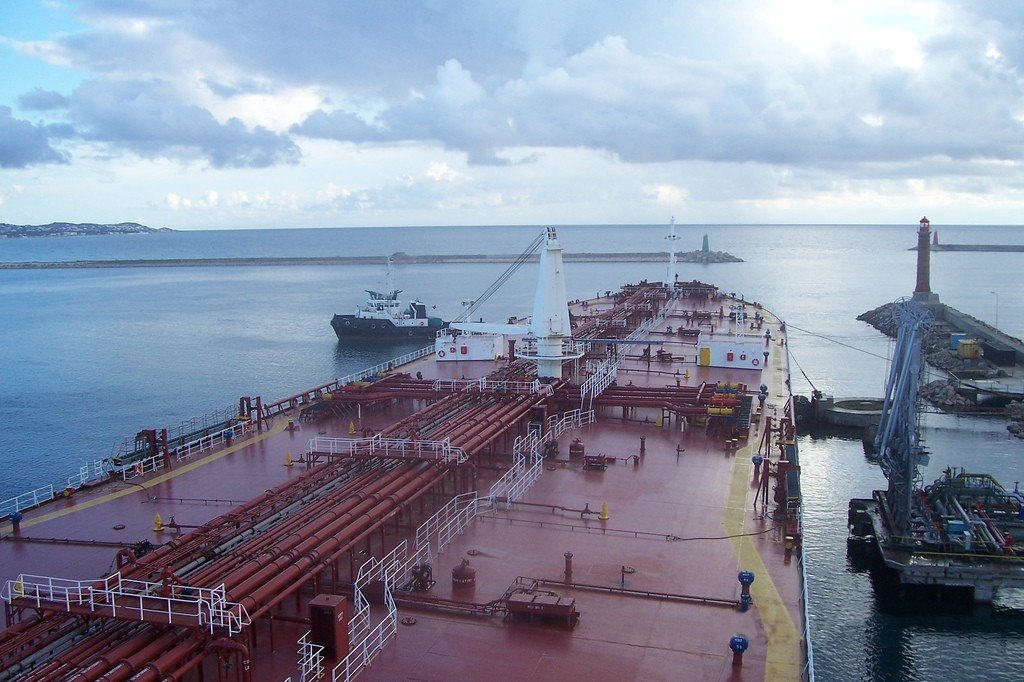
ناقلة نفط ترسو في ميناء بنزرت شمال البلاد.

حسب تقديرات كتاب حقائق العالم الذي تصدره وكالة المخابرات المركزية الأمريكية، تونس لديها احتياطي مؤكد من النفط الخام يقدر ب425 مليون برميل في 1 يناير 2014. يقع أساسا في خليج قابس وفي أقصى جنوب ولاية تطاوين أي في أقصى الجنوب التونسي. في 2011، تنتج تونس حوالي 000 70 برميل نفط في اليوم، والذي يمثل تراجعا ب42% عن الإنتاج بين 1982 و 1984 الذي وصل إلى 000 120 برميل في اليوم. الإنتاج الوطني أين أغلبيته (73%) تأتي فقط من ستة حقول نفطية وهي آدم وعشتارت وديدون والبرمة وميسكار وواد الزار، لا يكفي لتغطية الحاجة الوطنية من الاستهلاك الداخلي المقدر في 2011 ب000 93 برميل نفط في اليوم. في 2005، حقل آدم الذي يقع في برج الخضراء في أقصى الجنوب والذي تديره شركة المؤسسة العامة الإيطالية للبترول (AGIP) أصبح أهم حقل نفطي في البلاد بإنتاج يقدر ب000 18 برميل نفط في اليوم. من جهة أخرى هذا القطاع تهيمن عليه المؤسسة التونسية للأنشطة البترولية التي أسست في 1972 بهدف إدارة الإنتاج والتنقيب عن النفط وكذلك عن الغاز الطبيعي لحساب الدولة. تبحث عن جلب رؤوس الأموال الأجنبية، وهو الأمر الذي قاد الحكومة لإصلاح القوانين المتعلقة بالمحروقات في أغسطس 2000.

محطة تكرير النفط الوحيدة في البلاد تقع في بنزرت في شمال البلاد، وتدار من قبل الشركة التونسية لصناعات التكرير. تملك قدرة إنتاج تقدر ب000 34 برميل في اليوم، وبالتالي، يجب على الدولة تصدير البترول الخام وإستيراد البترول المكرر. في 26 مايو 2007، شركة قطر للبترول فازت بطلب عروض دولي لبناء واستغلال أول محطة تكرير نفط خاصة بالبلاد التي ستدخل في العمل في الميناء البترولي في الصخيرة. ستكون لديها القدرة في إنتاج 000 120 برميل يوميا.

## الغاز الطبيعي
نظراً لمحدودية إنتاجها من النفط، تتجه تونس أكثر فأكثر نحو الغاز الطبيعي لتلبية الطلب على الطاقة. الشركة التونسية للكهرباء والغاز تؤكد أن 44% من الاستهلاك التونسي يأتي من الغاز في 2005 مقابل 14% في 2003. لدى تونس احتياطي مؤكد يقدر ب2 تريليون قدم مكعب في 2011. في 2010، أنتجت البلاد 72 مليار قدم مكعب، واستهلكت في نفس الوقت 116 مليار قدم مكعب من الغاز الطبيعي.
60% من الإنتاج يأتي من الحقول التي تستغلها شركة مجموعة بي جي (سابقا بريتيش غاز)، أكبر مستثمر في الطاقة في البلاد، مثلا في حقل غاز ميسكار وحقل غاز صدربعل. أول موقع وأكبر حقل في البلاد، تم اكتشافه في 1975 من قبل شركة إلف أكيتان (التي اندمجت في 2011 في شركة طوطال) في خليج قابس. الثاني أصبح يعمل منذ نهاية 2009. تونس لديها أربعة حقول غاز أخرى تستغلها كلها الشركة التونسية للكهرباء والغاز وهي حقول إل فرانينغ والبرمة وباغيل وزينية.
الشركات التونسية تمثل 19% من سوق الإستغلال والإنتاج في البلاد. المؤسسة التونسية للأنشطة البترولية تتصرف في الاحتياطي الوطني وتنشط كشريك رئيسي في قرابة كل أنشطة الإستغلال والإنتاج لأنها تملك 51% في كل الامتيازات. لكن الشركات الأمريكية هي التي تهيمن على السوق ب38% منه، تتبعها الشركات الأوروبية ب19%، ثم الشركات الكندية ب12% وأخيرا الأسيوية ب10%.
الناشطين الأساسين في قطاع الغاز في تونس هم:
| - المملكة المتحدة: مجموعة بي جي (سابقا بريتيش غاز). - أوكرانيا: كروسكو للحفر المتكامل والخدمات الأخرى. - تونس: المؤسسة التونسية للأنشطة البترولية. - الولايات المتحدة: إكسون موبيل. | - الكويت: الشركة الكويتية للاستكشافات البترولية الخارجية. - الولايات المتحدة: شركة بيونير للموارد الطبيعية. - هولندا: رويال داتش شل. - فرنسا: طوطال. |

خط الأنابيب العابر للبحر الأبيض المتوسط (Trans-Mediterranean Pipeline) الذي يمر من تونس في حوالي 370 كم، ينقل الغاز الجزائري إلى صقلية عبر الرأس الطيب. لذلك تأخذ تونس عوائد العبور المقدرة بين 5.25% إلى 6.75% من الغاز العابر.

## الكهرباء
الجزء الأكبر من كهرباء البلاد أنتجت على أساس الوقود الأحفوري (97% من مجمل الطاقة)، والباقي ينتج من قبل الطاقة الكهرمائية وطاقة الرياح. في 2009، لدى تونس طاقة إجمالية ب650 3 ميغاواط بينما الإنتاج يصل إلى 12.75 مليار كيلوواط ساعي مقابل 10.02 في 2002. 

حتى 1996، كانت الشركة التونسية للكهرباء والغاز تمثل مونوبول في الإنتاج والتوزيع وفواتير الكهرباء، ولكن تضمن حتى 2006، حوالي 80% من الإنتاج. في 2002، أول مركز تملكه شركة قرطاج للطاقة يعمل في مجال الغاز الطبيعي والمازوت افتتح في رادس. في نفس الوقت، بدأت الحكومة تبحث لتنمية وتطوير الطاقات المتجددة. أعلنت الحكومة في مايو 2003، تركيب 12 عنفة رياح في الهوارية بهدف الوصول لطاقة إنتاجية تقدر ب20 ميغاواط.

في 17 أغسطس 2011، أعلنت الحكومة التونسية أنها ستستثمر ب2 مليار دولار أمريكي (حوالي 2.7 مليار دينار تونسي) في مشاريع طاقة شمسية باتجاه أوروبا. الطاقة المنتجة منذ 2016، ستنقل عبر كابل عابر للبحر الأبيض المتوسط عبر إيطاليا. 

على المستوى الإقليمي، تشارك تونس في المشروع العابر للمغرب العربي لربط مختلف شبكات التوزيع في المغرب العربي وتلك التي في إسبانيا وبقية دول الاتحاد الأوروبي. الربط مع الشبكة الجزائر موجودة من قبل، وتلك التي مع ليبيا هي في طور الإنجاز.

## مقالات ذات صلة
- اقتصاد تونس
- الطاقة في تونس
- الطاقة النووية في تونس